# Xiao xiang renjia
Xiao xiang renjia (xinès simplificat: 小巷人家, pinyin: Xiǎo xiàng rénjiā, literalment 'Gent del carreró', en anglès: Romance in the Alley) és una sèrie de televisió xinesa del 2024.
Ambientada en el Suzhou de la dècada del 1970, narra la història de tres famílies, els Zhuang, Lin i Wu, que viuen al mateix carreró. La sèrie fou un èxit i només acabar, a la tardor del 2024, s'anuncià una nova temporada.